# Kanton Calvörde

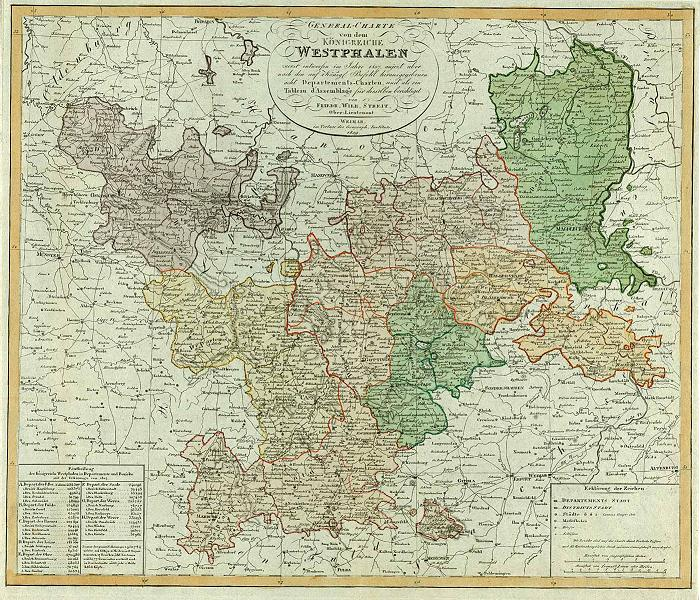
Zeitgenössische Karte des Königreichs Westphalen von 1809

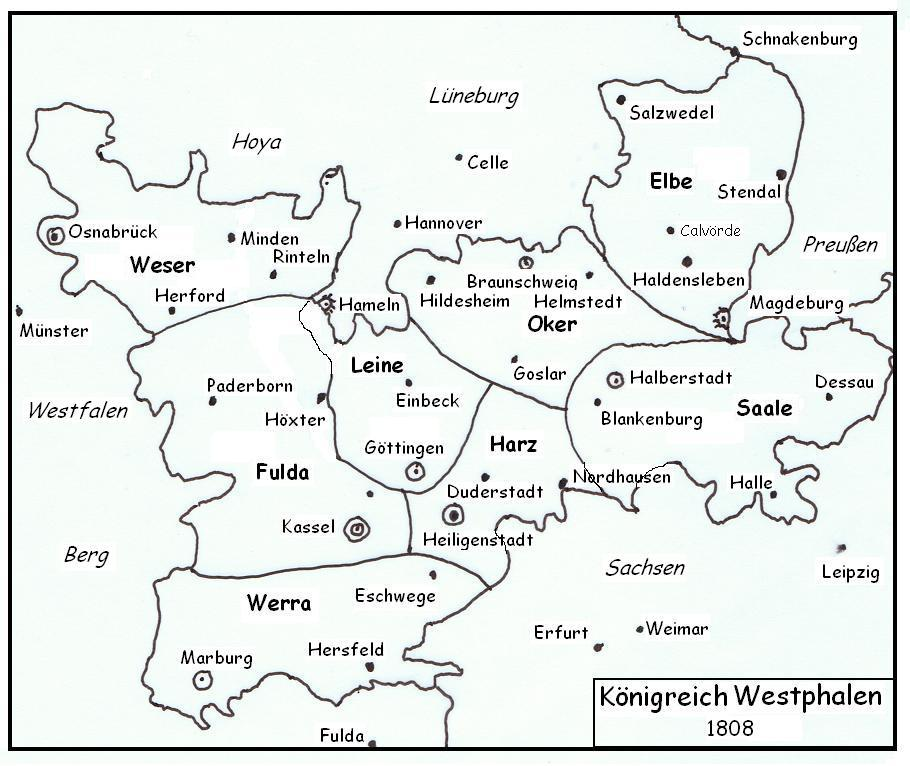
Das Königreich Westphalen zwischen 1807 und 1810

Der Kanton Calvörde war eine Verwaltungseinheit im napoleonischen Königreich Westphalen und bestand von 1807 bis zur Auflösung des Königreichs im Jahre 1813. Er gehörte zum Distrikt Neuhaldensleben und mit diesem zum Departement der Elbe.
Der Kanton umfasste grob gesehen das vormalige braunschweigische Amt Calvörde und die zuvor preußischen Dörfer um dem Marktflecken Calvörde.  
Maire der Commune und des Kantons Calvörde war A. W. Vibrans.
Zum Kanton gehörten die Orte:
- Calvörde (Kantonshauptort)
- Hünerdorf
- Berenbrock mit Elsebeck
- Velsdorf
- Jeseritz mit Lössewitz und Parleib
- Flechtingen
- Wieglitz
- Bülstringen
- Böddensell mit Grauingen
- Mannhausen
- Etingen
- Wegenstedt
- Hasselburg mit Lemsell und Hilgesdorf

Nachbarkantone im Distrikt Neuhaldensleben waren Öbisfelde, Walbeck, Groß Ammensleben und Neuhaldensleben.